# فرنتس

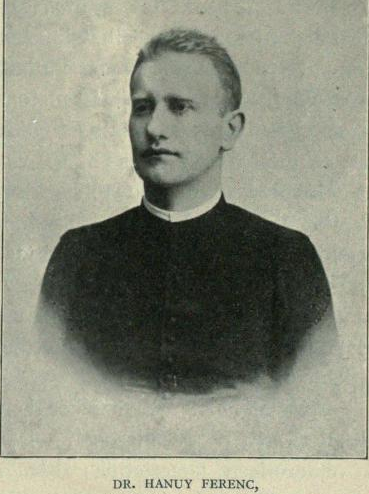
فرنتس مادل

فِرِنْتْس (مجاری: Ferenc، تلفظ مجاری: [ˈfɛrɛnt͡s]) یک نام کوچک با ریشهٔ مجاری است. افراد سرشناس با این نام از این قرارند:
- فرنتس پوشکاش، بازیکن و مربی فوتبال اهل مجارستان
- فرنتس جورچانی، سیاست‌مدار اهل مجارستان
- فرنتس دئاک، دولتمرد و وزیر دادگستری مجاری
- فرنتس سالاشی، سیاست‌مدار مجار
- فرنتس مادل (۱۹۳۱ – ۲۰۱۱)، سیاست‌مدار و استاد دانشگاه اهل مجارستان
- فرنتس میکولاش، تهیه‌کننده اهل مجارستان
- فرنتس مولنار (۱۸۷۸ – ۱۹۵۲)، نویسنده، روزنامه‌نگار، نمایش‌نامه‌نویس و فیلم‌نامه‌نویس اهل مجارستان